# Fodé Camara (ur. 2002)
Fodé Camara (ur. 23 czerwca 2002) – piłkarz gwinejski grający na pozycji defensywnego pomocnika. Jest piłkarzem klubu Horoya AC.

## Kariera klubowa
Camara jest zawodnikiem klubu Horoya AC.

## Kariera reprezentacyjna
W 2022 roku Camara został powołany do reprezentacji Gwinei na Puchar Narodów Afryki 2021. Nie rozegrał na nim żadnego meczu.